# Sarmatia lyceus
Sarmatia lyceus là một loài bướm đêm trong họ Erebidae.